# 盖沙令

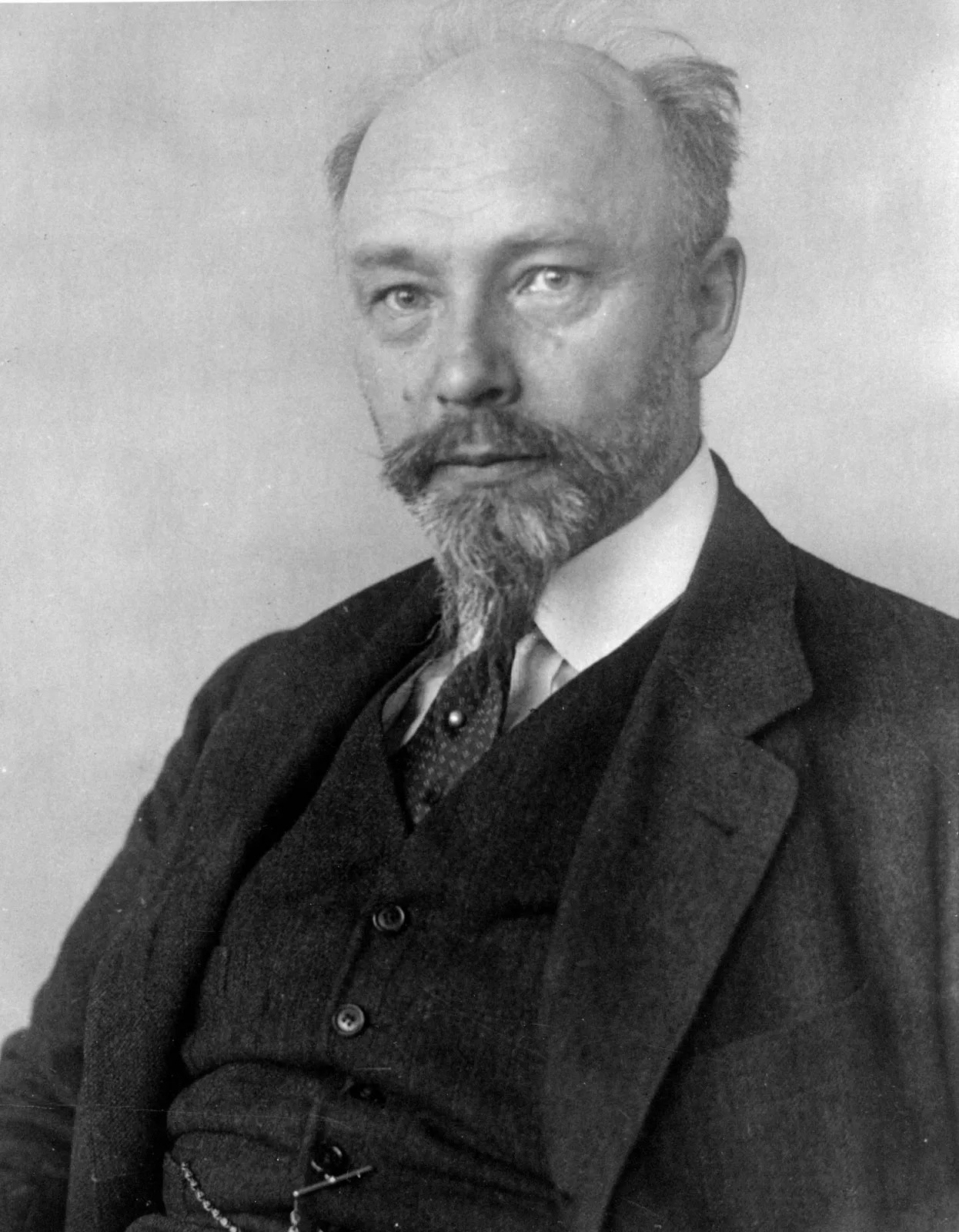
盖沙令伯爵

盖沙令伯爵（Hermann Graf Keyserling，1880年7月20日—1946年4月26日），又译为克士林，德国哲学家、富翁，波罗的海德国贵族，凯泽林克家族（Keyserlingk）成员。其妻为奥托·冯·俾斯麦的孙女，其子阿诺德·凯泽林（Arnold Keyserling）亦为哲学家。
盖沙令出生于Könno（俄罗斯帝国境内，今属爱沙尼亚派尔努县）。他曾就读于塔尔图大学、海德堡大学、维也纳大学，毕业后开始环球旅行。他对自然科学与哲学都很感兴趣。1917年俄国革命迫使他离开在利沃尼亚的住所，随后他用剩余的资产在达姆施塔特创建了自由哲学协会（Gesellschaft für Freie Philosophie）。
尽管不是一位教条的和平主义者，盖沙令认为德国之前的军国主义政策已经彻底死亡，德国唯一的出路是遵循国际上的民主原则。他的代表作是《哲学家旅行日记》（Reisetagebuch eines Philosophen）。书中还描述了他在亚洲、美洲与南欧的旅行。
1946年他在奥地利因斯布鲁克逝世。